# Ternuay-Melay-et-Saint-Hilaire
Ternuay-Melay-et-Saint-Hilaire és un municipi francès situat al departament de l'Alt Saona i a la regió de Borgonya - Franc Comtat. L'any 2007 tenia 522 habitants.

## Demografia

### Població
El 2007 la població de fet de Ternuay-Melay-et-Saint-Hilaire era de 522 persones. Hi havia 216 famílies, de les quals 52 eren unipersonals (24 homes vivint sols i 28 dones vivint soles), 76 parelles sense fills, 76 parelles amb fills i 12 famílies monoparentals amb fills.
La població ha evolucionat segons el següent gràfic:
Habitants censats

### Habitatges
El 2007 hi havia 302 habitatges, 218 eren l'habitatge principal de la família, 68 eren segones residències i 17 estaven desocupats. 288 eren cases i 14 eren apartaments. Dels 218 habitatges principals, 185 estaven ocupats pels seus propietaris, 29 estaven llogats i ocupats pels llogaters i 4 estaven cedits a títol gratuït; 6 tenien dues cambres, 24 en tenien tres, 53 en tenien quatre i 135 en tenien cinc o més. 133 habitatges disposaven pel capbaix d'una plaça de pàrquing. A 88 habitatges hi havia un automòbil i a 109 n'hi havia dos o més.

### Piràmide de població
La piràmide de població per edats i sexe el 2009 era:
| Homes | Edats   | Dones |
| ----- | ------- | ----- |
| 0     | 95 o +  | 0     |
| 0     | 90 a 94 | 4     |
| 0     | 85 a 89 | 8     |
| 4     | 80 a 84 | 4     |
| 4     | 75 a 79 | 16    |
| 12    | 70 a 74 | 8     |
| 24    | 65 a 69 | 8     |
| 16    | 60 a 64 | 28    |
| 20    | 55 a 59 | 16    |
| 24    | 50 a 54 | 36    |
| 12    | 45 a 49 | 8     |
| 8     | 40 a 44 | 8     |
| 12    | 35 a 39 | 16    |
| 36    | 30 a 34 | 8     |
| 8     | 25 a 29 | 16    |
| 12    | 20 a 24 | 12    |
| 12    | 15 a 19 | 8     |
| 8     | 10 a 14 | 16    |
| 16    | 5 a 9   | 28    |
| 16    | 0 a 4   | 16    |

## Economia
El 2007 la població en edat de treballar era de 322 persones, 232 eren actives i 90 eren inactives. De les 232 persones actives 214 estaven ocupades (121 homes i 93 dones) i 18 estaven aturades (10 homes i 8 dones). De les 90 persones inactives 39 estaven jubilades, 24 estaven estudiant i 27 estaven classificades com a «altres inactius».

### Ingressos
El 2009 a Ternuay-Melay-et-Saint-Hilaire hi havia 219 unitats fiscals que integraven 539,5 persones, la mediana anual d'ingressos fiscals per persona era de 16.236 €.

### Activitats econòmiques
Dels 30 establiments que hi havia el 2007, 1 era d'una empresa extractiva, 3 d'empreses de fabricació d'altres productes industrials, 9 d'empreses de construcció, 4 d'empreses de comerç i reparació d'automòbils, 3 d'empreses de transport, 2 d'empreses d'hostatgeria i restauració, 1 d'una empresa d'informació i comunicació, 3 d'empreses immobiliàries, 2 d'entitats de l'administració pública i 2 d'empreses classificades com a «altres activitats de serveis».
Dels 11 establiments de servei als particulars que hi havia el 2009, 1 era una oficina de correu, 1 paleta, 3 fusteries, 3 lampisteries, 1 electricista i 2 agències immobiliàries.
Dels 2 establiments comercials que hi havia el 2009, 1 era una botiga de roba i 1 una sabateria.
L'any 2000 a Ternuay-Melay-et-Saint-Hilaire hi havia 11 explotacions agrícoles.

## Equipaments sanitaris i escolars
El 2009 hi havia una escola elemental.

## Poblacions més properes
El següent diagrama mostra les poblacions més properes.